# Jean Renneteau
Jean Renneteau est un moine et prélat orthodoxe français, archevêque des églises orthodoxes russes en Europe occidentale depuis 2018.

## Biographie
Né le 13 novembre 1942 à Bordeaux, Jean-Pierre Renneteau fait ses études à l’Institut de théologie orthodoxe Saint-Serge à Paris. Il a été le disciple du Père Sophrony (Sakharov).
En 1974, il est ordonné prêtre par l’archevêque Georges Tarassov et a été pendant de longues années responsable de l’émission de télévision « Orthodoxie » sur France 2.
Par la suite, il est nommé recteur de la paroisse orthodoxe francophone Sainte-Catherine-Sainte-Trinité à Chambésy-Genève, qu’il a desservie pendant près d’une quarantaine d’années.
Le 13 février 2015, le Saint Synode du Patriarcat œcuménique, sur proposition du patriarche œcuménique Bartholomée, a élu à l’unanimité  Jean Renneteau évêque de Charioupolis, auxiliaire du Patriarche, et l’a mis à la disposition de l’Exarchat patriarcal des églises orthodoxes de tradition russe en Europe occidentale.
La cérémonie du petit et grand Message du nouvel évêque Jean de Charioupolis a eu lieu le 3 mars 2015 dans l’église patriarcale de Saint Georges du Phanar à Istanbul.
Son ordination épiscopale a eu lieu le 15 mars 2015, à l’église stavropégique Saint-Paul du Centre orthodoxe du Patriarcat œcuménique à Chambésy (Genève).
Le 28 novembre 2015 sur décision du Saint Synode du Patriarcat œcuménique, l’évêque Jean de Charioupolis a été désigné locum-tenens de l’Exarchat de l’Archevêché des églises orthodoxes russes en Europe occidentale.
Le 28 mars 2016 l’Assemblée Générale Extraordinaire de l’Archevêché des Églises orthodoxes russes en Europe Occidentale a désigné l’évêque Jean de Charioupolis pour l’élection canonique du futur archevêque par le Saint Synode du Trône œcuménique.
Le 22 avril 2016 le Saint-Synode du Patriarcat œcuménique a entériné son élection canonique et l’a élevé au rang d’Archevêque-Exarque de l’Exarchat des églises orthodoxes de tradition russe en Europe occidentale.
Le 2 mai 2017, l’archevêque Jean de Charioupolis, Exarque du Patriarche œcuménique a été nommé chevalier dans l’ordre national du Mérite par décret du Président de la République.
À la suite de la décision du Saint-Synode du Patriarcat œcuménique de révoquer le Tomos (1999) de l’Exarchat des paroisses orthodoxes de traditions russe en Europe occidentale (l’Archevêché) le 14 septembre 2019, l’archevêque Jean a rétabli la communion de l’Archevêché avec l’Église russe du patriarcat de Moscou, fondatrice de cet archevêché.
Le 3 novembre 2019, l’archevêque Jean de Doubna a été élevé à la dignité de métropolite, selon les termes alors prononcés par le patriarche Cyrille : « Eu égard à la ferme position au nom de la vérité canonique et au travail pastoral ».
Le 13 novembre 2022, le métropolite Jean de Doubna a reçu l’Ordre de Saint-Seraphin-de-Sarov (1er degré) de l’Église orthodoxe russe.

## Publications
- Avec Marie-Madeleine Davy, « La lumière dans le christianisme », dans Le Thème de la lumière dans le judaïsme, le christianisme et l'islam, Paris, Berg, 1976, p. 137-319 (BNF 34557576).
- Avec Jean Marcadé, « La mystique byzantine », dans Marie-Madeleine Davy (dir.), Encyclopédie des mystiques : christianisme occidental, ésotérisme, protestantisme, islam, t. II, Paris, Séchées, 1977, p. 544 sqq (BNF 34592983).